# Petaloctenus lunatus
Petaloctenus lunatus is een spinnensoort in de taxonomische indeling van de kamspinnen (Ctenidae).
Het dier behoort tot het geslacht Petaloctenus. De wetenschappelijke naam van de soort werd voor het eerst geldig gepubliceerd in 2001 door Van der Donckt & Rudy Jocqué.